# پیمنتل، ساردینیا
پیمنتل، ساردینیا (به ایتالیایی: Pimentel) یک کومونه در ایتالیا است که در استان کالیاری واقع شده‌است.

## خصوصیات
پیمنتل ۱۵٫۰ کیلومترمربع مساحت و ۱٬۲۰۰ نفر جمعیت دارد.